# Кутир на Гарони
Кутир на Гарони (фр. Couthures-sur-Garonne) насеље је и општина у југозападној Француској у региону Аквитанија, у департману Лот и Гарона која припада префектури Марманд.
По подацима из 2011. године у општини је живело 384 становника, а густина насељености је износила 55,01 становника/km². Општина се простире на површини од 6,98 km². Налази се на средњој надморској висини од 17 метара (максималној 22 m, а минималној 12 m).

## Демографија
| 1962. | 1968. | 1975. | 1982. | 1990. | 1999. | 2011. |
| ----- | ----- | ----- | ----- | ----- | ----- | ----- |
| 508   | 536   | 504   | 437   | 427   | 399   | 384   |

График промене броја становника у току последњих година